# Neue Pellwormer Dampfschiffahrtsgesellschaft

Logo der NPDG

Die Neue Pellwormer Dampfschiffahrts GmbH (NPDG) ist eine Reederei auf der nordfriesischen Insel Pellworm. Sie bedient unter anderem die Fährlinie Pellworm–Nordstrand.

## Geschichte
Im Jahre 1872 gründeten Pellwormer Bürger die Pellwormer Dampfschiffsreederei. Die Überfahrten zum Festland erfolgten mit einem Raddampfer. Unstimmigkeiten mit der Reichspost in Berlin über die Jahrespauschale für die Postbeförderung nach Pellworm führten zur Auflösung der Reederei. Ihr Nachfolger, die Neue Pellwormer Dampfschiffahrts GmbH, wurde am 16. Mai 1902 ebenfalls von Pellwormer Bürgern ins Leben gerufen. Die Reederei baute ein neues Schiff, die Pellworm. Sie wurde mit Kohle und Dampf durch zwei Schrauben angetrieben. Im Bedarfsfall hängte man eine Schleppschute an, um Vieh zu transportieren. Im Jahre 1930 wurde das erste Motorschiff mit Dieselantrieb in Betrieb genommen. Mit der MS Pellworm lief 1966 die erste Autofähre vom Stapel. In den folgenden Jahren wurden immer wieder modernere Fährschiffe gebaut oder gekauft.
Bis in die 1960er-Jahre erfolgte die Überfahrt nach Husum und dauerte 2,5 Stunden, mit Fertigstellung und Nutzung des Hafens Strucklahnungshörn auf Nordstrand 1966 verkürzte sich die Überfahrt auf eine Stunde. Durch den Bau des Tiefwasseranlegers 1992 auf der östlichen Seite Pellworms wurde ein weitgehend tidenunabhängiger Fahrplan möglich und die Fahrtzeit verkürzte sich weiter auf etwa 35 Minuten.
Die NPDG verzeichnet etwas mehr als 100 Anteilseigner, überwiegend handelt es sich dabei um Pellwormer Einwohner. Die Wyker Dampfschiffs-Reederei Föhr-Amrum GmbH  hält einen Anteil von 25,45 %.

## Betrieb

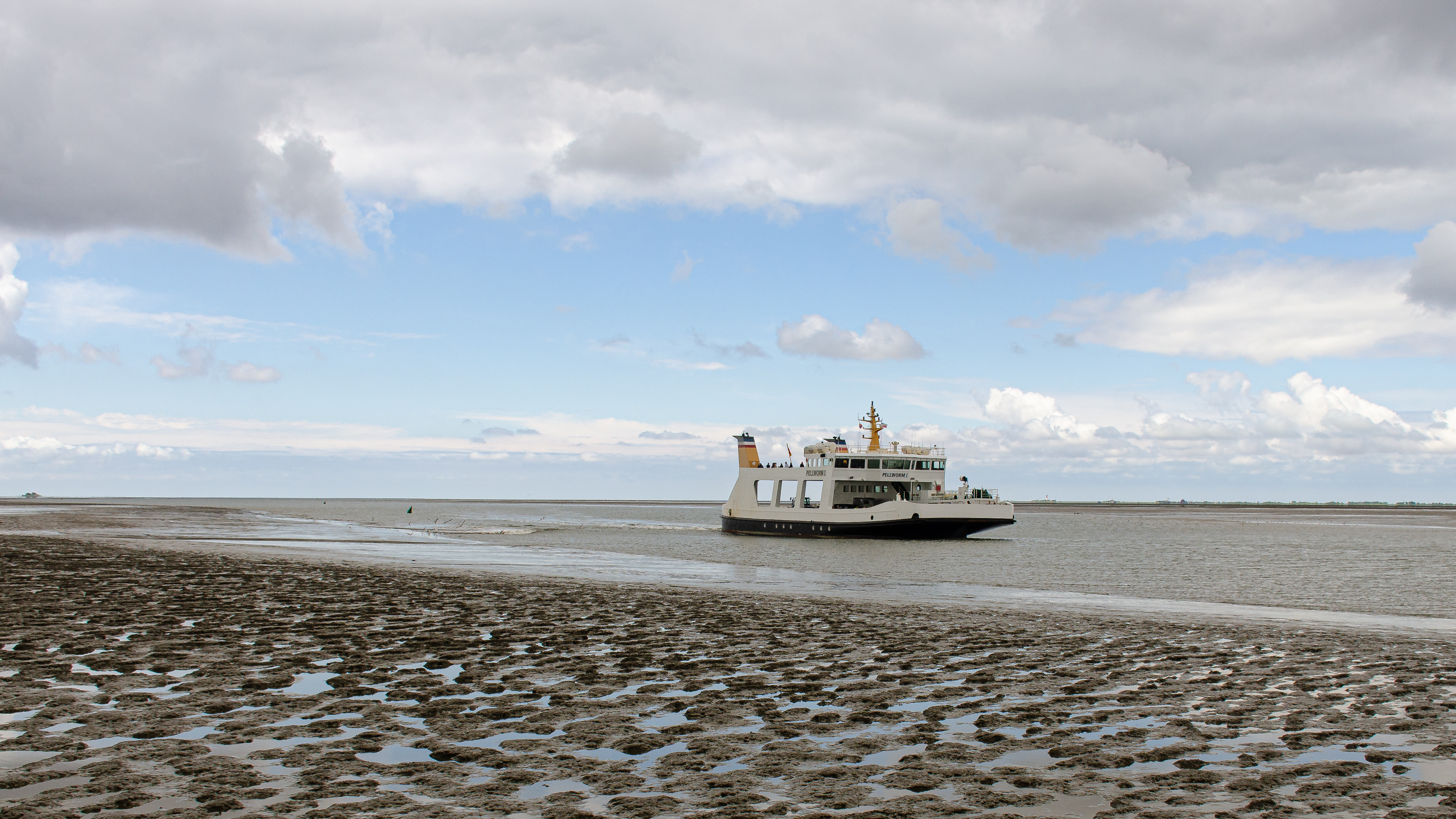
Pellworm I vor der Einfahrt nach Strucklahnungshörn auf Nordstrand

Die NPDG verfügt über drei Schiffe. Die MS Pellworm I, eine 47 Meter lange kombinierte Auto- und Personenfähre, bedient die Linie  zwischen Pellworm und dem Hafen Strucklahnungshörn auf der Halbinsel Nordstrand. Als Ersatzfähre und für weitere Veranstaltungen schaffte die NPDG am 1. Juli 2022 die MS Rungholt an. Die MS Nordfriesland wird für Ausflugsfahrten genutzt, etwa zu den Halligen Nordstrandischmoor, Südfall, Süderoog und Gröde sowie zu den Seehundsbänken.
Zudem betreibt die Neue Pellwormer Dampfschiffahrts GmbH mit ihren dreißig Mitarbeitern den Busverkehr und den Inselfahrdienst auf Pellworm.
Mit der MS Nordfriesland werden von Pellworm aus Seebestattungen durchgeführt.